# Czerniów (Ukraina)
Czerniów (ukr. Чернів, Czerniw) – wieś na Ukrainie, w obwodzie iwanofrankiwskim, w rejonie rohatyńskim. W 2001 roku liczyła 616 mieszkańców.
Znajdują tu się przystanki kolejowe Czerniów i Seło Czerniw, położone na linii Lwów – Czerniowce.
We wsi urodził się Seweryn Łeszczij, ukraiński nauczyciel, dyrektor Ukraińskiego gimnazjum akademickiego we Lwowie
Wieś prawa wołoskiego w drugiej połowie XIV wieku.